# نيما نكيسا
نيما نكيسا ((بالفارسية: نیما نکیسا)؛ مواليد 1 مايو 1975 في طهران) هو لاعب كرة قدم إيراني دولي سابق كان يلعب كحارس مرمى. اعتزل اللعب عام 2007 مع استقلال أهواز. سبق له أن لعب في كأس العالم لكرة القدم مع منتخب بلاده. بدأ مسيرته الرياضية عام 1994 مع برسبوليس.

## المنتخبات الوطنية
كان أول ظهور له مع إيران في مباراة ودية أقيمت في 13 نوفمبر 1996 ضد لبنان.

## روابط خارجية
- نيما نكيسا على موقع الاتحاد الدولي (مؤرشف)  (الإنجليزية)
- نيما نكيسا على موقع قاعدة بيانات كرة القدم.إي يو (الإنجليزية)
- نيما نكيسا على موقع ناشيونال فوتبول تيمز (الإنجليزية)
- نيما نكيسا على موقع Soccerway.com (الإنجليزية)